# Vivian Inez Archibald
Vivian Inez Archibald (Road Town, 1 de febrero de 1945) es una política y empresaria de las Islas Vírgenes Británicas que se desempeña como gobernadora adjunta de las islas desde septiembre de 2008.

## Biografía
Tiene una licenciatura en economía y administración de empresas en Rollins College en Florida. También recibió una maestría en religión de la Universidad Stetson y una segunda maestría en divinidad de la Universidad Emory.
Entre 2003 y 2007 fue la presidenta de la Asamblea Legislativa de las islas. El 21 de agosto de 2008, Meg Munn, que tenía la cartera ministerial británica para los territorios de ultramar en ese entonces, instruyó al gobernador de las Islas Vírgenes Británicas nombrar a Archibald como gobernadora adjunta. Asumió el cargo el 15 de septiembre de 2008.
Brevemenre, se ha desempeñado como gobernadora de las islas en forma interina en dos ocasiones: entre la salida de David Pearey y la llegada de William Boyd McCleary en 2010, y la salida de McCleary y la llegada de John Duncan en 2014.
Estuvo casada 48 años con Joseph Archibald, quien falleció el 3 de abril de 2014. Es madre de tres hijas.
Fue nombrada Comandante de la Orden del Imperio Británico (CBE) en los honores de Año Nuevo 2015.